# شهوة الملابس المغايرة
اللبس المغاير (بالإنجليزية: Cross-dressing) هو ارتداء ملابس تُعد تقليديًا أو نمطيًا مرتبطة بجنس مختلف عن جنس الشخص الذي يرتديها. وقد مارسه الناس منذ العصور السابقة للتاريخ الحديث، لأغراض شتى كالتنكر، والشعور بالراحة، والتسلية، والتعبير عن الذات.
تُرسّخ التنشئة الاجتماعية معايير المجتمع لدى أفراده، وفيما يتعلق بالملابس، فإن هذه المعايير تتضمّن أحيانًا تعليمات مرتبطة بالأسلوب أو اللون أو نوع اللباس الذي يُتوقّع من الأفراد ارتداؤه. وغالبًا ما تُحدد هذه التوقعات استنادًا إلى الأدوار الجندرية. لذا فإن اللبس المغاير ينطوي على ارتداء ملابس تتعارض مع المعايير السائدة (أو في بعض الأحيان، القوانين) المتعلقة بالجنس في المجتمع الذي ينتمي إليه الشخص.
مصطلح «اللبس المغاير» يشير إلى سلوك أو فعل بحد ذاته، دون أن يفترض أو يُسند أي دافع أو سبب محدد لهذا السلوك. ولا يُعد اللبس المغاير مرادفًا لهوية المتحوّلين جندريًا، على الرغم من أن المصطلح كان يُستخدم سابقًا للإشارة إلى المتحوّلين، حتى من قِبل علماء الجنس مثل ماغنوس هيرشفيلد وهافلوك إيليس.
ظهرت فوارق أوضح بين مفهومي «اللبس المغاير» و «التحوّل الجنسي» مع تطور علم الجنس، لا سيما مع ظهور مصطلح «التحوّل الجنسي» في عشرينيات القرن الماضي، الذي بات يُميَّز عن مصطلح «الترافستي». فكان يُشار في أبحاث هيرشفيلد إلى كل من المتحوّلين واللبسيّن المغايرين سابقًا بمصطلح واحد هو «ترافستي».
استخدمت الناشطة في مجال حقوق مجتمع الميم عين جيني جون (وُلدت عام 1874)، والتي كانت تصرّح برغبتها في العيش كامرأة، وتتوق لتكون ربة منزل وتحلم بالأمومة، هذا المصطلح في كتابها «المُقلّدات الإناث - The Female Impersonators» الصادر عام 1922 لوصف بعض الأشخاص الذين يُعرفون بـ«الأندروجين»، وهو مصطلح كان يُطلق على الرجال المثليين أو ثنائيي الميل الجنسي، وأيضًا على من نُطلق عليهن اليوم تسمية النساء المتحوّلات.

## المصطلحات
ظهر مفهوم «اللبس المغاير» في مختلف فترات التاريخ المسجّل، ويمكن تتبّع تاريخه إلى أقدم الحضارات المعروفة. وقد تغيّرت المصطلحات المستخدمة لوصفه عبر العصور؛ فبينما يُنظر إلى مصطلح «اللبس المغاير» (المنحدر من الجذور الأنجلوساكسونية) بشكل أكثر إيجابية في بعض الأوساط، يُعدّ مصطلح «ترافستي» (من الأصل اللاتيني) قديمًا ومهينًا في نظر البعض. كان أول استخدام مسجّل للمصطلح في كتاب ماغنوس هيرشفيلد «المترافستون» عام 1910، حيث ربط فيه اللبس المغاير بسلوكيات غير مغايرة جنسيًا أو بدوافع جنسية. غير أن دلالات هذا المصطلح تغيّرت كثيرًا خلال القرن العشرين، إذ ارتبط استخدامه لاحقًا بالإثارة الجنسية، فيما أصبح يُعرف باسم «اضطراب الترافستية». وقد استُخدم هذا المصطلح سابقًا في تشخيص اضطرابات نفسية مثل «الانجذاب الجنسي للّبس المغاير»، بينما صاغ مجتمع المتحوّلين مصطلح «اللبس المغاير» كبديل غير مرضيّ الطابع. يشير قاموس أكسفورد إلى أن أول توثيق لمصطلح «اللبس المغاير» يعود إلى عام 1911 على لسان إدوارد كاربنتر، الذي قال: «اللبس المغاير يجب اعتباره دلالة عامة على المثلية الجنسية وظاهرة مترابطة معها». وفي عام 1928، استخدم هافلوك إيليس المصطلحين «اللبس المغاير» و«الترافستية» بالتبادل. أما أول استخدام مسجّل لمصطلحي «اللبس المغاير» و«اللابس المغاير» فيعود إلى عامي 1966 و1976 على التوالي.

### بزيّ أنثوي وبزيّ ذكوري
مصطلح «En femme» هو استعارة لغوية من الفرنسية، ويُستخدم في أوساط المتحوّلين جنسيًا ومجتمع من يرتدون لباسًا مغايرًا للتعبير عن ارتداء الملابس الأنثوية أو تجسيد شخصية أنثوية نمطية. تعني العبارة الفرنسية «en femme» حرفيًا «كأنثى» أو «بهيئة امرأة». وغالبًا ما يستخدم من يمارسون هذا النمط من التعبير الجنسي اسمًا أنثويًا أثناء تواجدهم في هذه الهيئة، ويُعرف هذا الاسم بـ«الاسم الأنثوي» أو femme name. وتُسمّى الشخصية التي يتقمّصها الرجل عندما يظهر بزيّ أنثوي في هذا السياق بـ«الذات الأنثوية» أو femme self.
أما مصطلح «En homme» (تُنطق بالفرنسية: [ɑ̃n‿ɔm])، فهو استعارة لغوية مماثلة من الفرنسية، ويُستخدم لوصف ارتداء الملابس الذكورية أو تجسيد شخصية ذكورية نمطية. وتعني العبارة «en homme» «كذكر» أو «بهيئة رجل». وكما في الحالة السابقة، كثير من الأشخاص الذين يعبرون عن أنفسهم بهذه الطريقة يستخدمون اسمًا ذكوريًا أثناء ظهورهم بزيّ رجل.

## التاريخ

### التاريخ غير الغربي
تناولت رواية «حكاية غينجي» الكلاسيكية التي كتبتها السيدة موراساكي عام 1008 تمويهًا بين الجمال الذكوري والأنثوي، وتضم شخصيات يصعب تصنيفها بوضوح من حيث الجنس، مما يُظهر تعدّيًا على الحدود الجندرية السائدة.
لقد عُرف اللباس المغاير للجندر عبر فترات كثيرة من التاريخ المدوّن، ومارسته مجتمعات كثيرة لأغراض متعددة. تظهر أمثلة على ذلك في الأساطير الإغريقية، الإسكندنافية، والهندية، كما لعب دورًا بارزًا في المسرح والدين، مثل الكابوكي والنو في اليابان، والشامانية الكورية، إلى جانب وجوده في الفولكلور والأدب والموسيقى. فخلال فترة إيدو في اليابان على سبيل المثال، لم يُستخدم اللباس المغاير فقط لأغراض الأداء المسرحي، بل أيضًا نتيجة للتيارات الثقافية السائدة في المجتمع آنذاك؛ إذ كانت فكرة تبديل الجندر مألوفة نسبيًا، ما سهّل تقديم الشخصيات بأدوار متبادلة بين الذكور والإناث، بل وسمح بإدخال أزياء الغيشا في ملابس الرجال. وكان هذا شائعًا بشكل خاص في القصص الشعبية مثل شخصية بنتن من مسرحية «بنتن كوزو»، حيث يجسّد الشخصية لصّ يتنكر في هيئة امرأة. وينطبق الأمر ذاته على عروض مسرح «نو» الياباني، حيث كانت المعايير الجمالية آنذاك تفتقر إلى تمييز واضح بين الجمال الذكوري والأنثوي، ما جعل تقمص الأدوار الجندرية أمرًا معتادًا، لا سيما بوجود الأقنعة والأردية الثقيلة التي تُخفي الملامح البيولوجية للجنس.
أما في السياق غير الترفيهي، فقد ظهر اللباس المغاير أيضًا في الشامانية الكورية، تحديدًا في طقس «تشيسو-غوت» (chaesu-gut)، وهو طقس شاماني تُقدَّم فيه القرابين للأرواح بهدف التدخل في مصير البشر. تؤدي الشامانة (وهي غالبًا امرأة) فيه دورًا مزدوجًا، إذ يمكن أن تسكنها أرواح ذكورية وأنثوية على حد سواء، مما يتطلب منها التقمص الرمزي لكلا الجنسين. وتظهر على هيئة كائن جنسي بينيّ، يعبُر الحدود الجندرية طوال 75٪ من فترة الطقس. من الواضح إذًا أن تقمّص الأدوار الجندرية واللباس المغاير قد استُخدم عبر مختلف الحضارات لأهداف متعددة، دينية، فنية، أدبية، وروحانية.